# Ste-Trinité (Cherbourg)

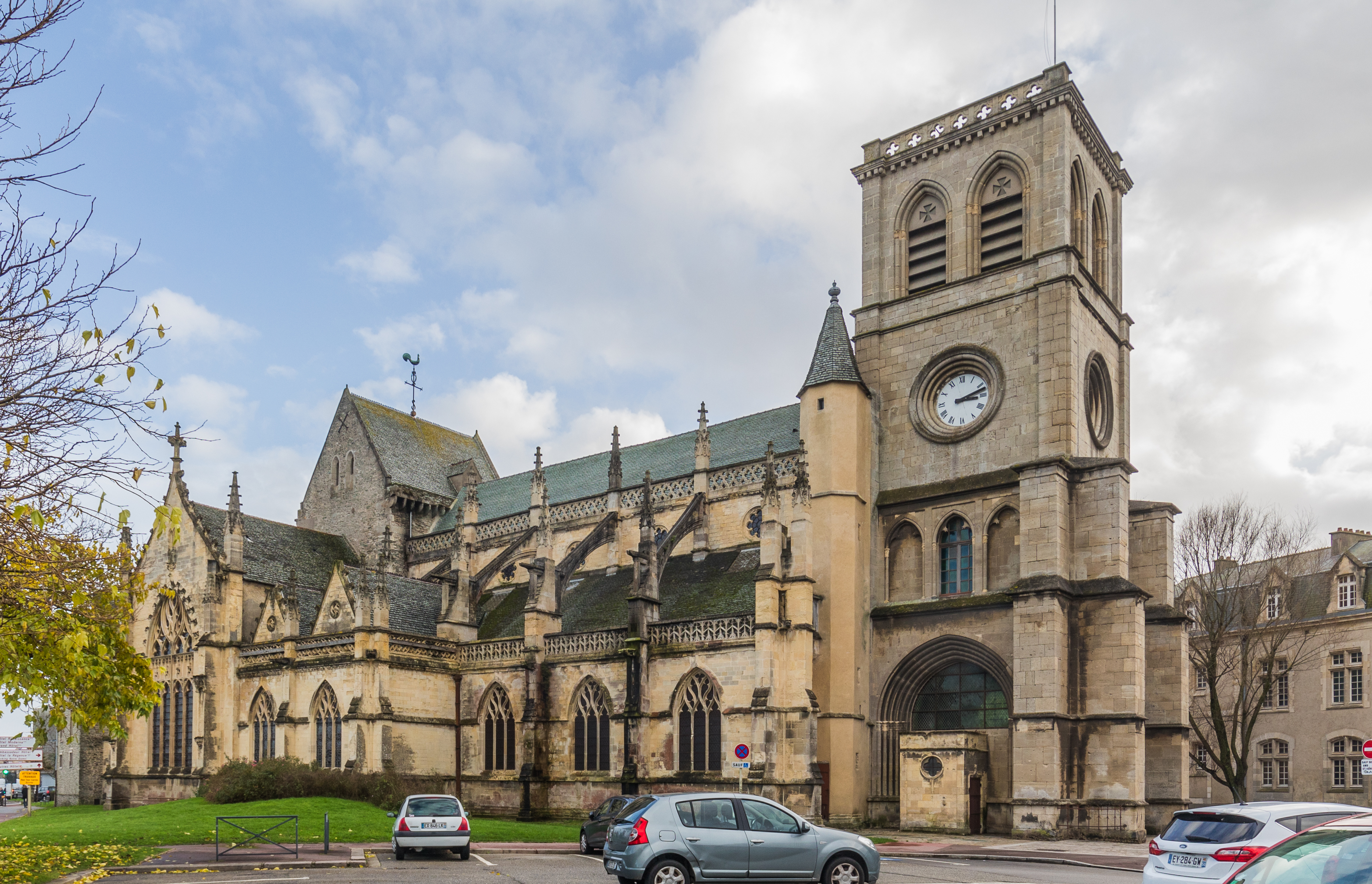
Basilika St-Trinité

Die Basilika Ste-Trinité (deutsch Basilika der Heiligen Dreifaltigkeit) ist ein römisch-katholisches Gotteshaus in Cherbourg-en-Cotentin im französischen Département Manche in der Normandie. Die Kirche des Bistums Coutances wurde im 15. Jahrhundert im Stil der Gotik errichtet.

## Geschichte

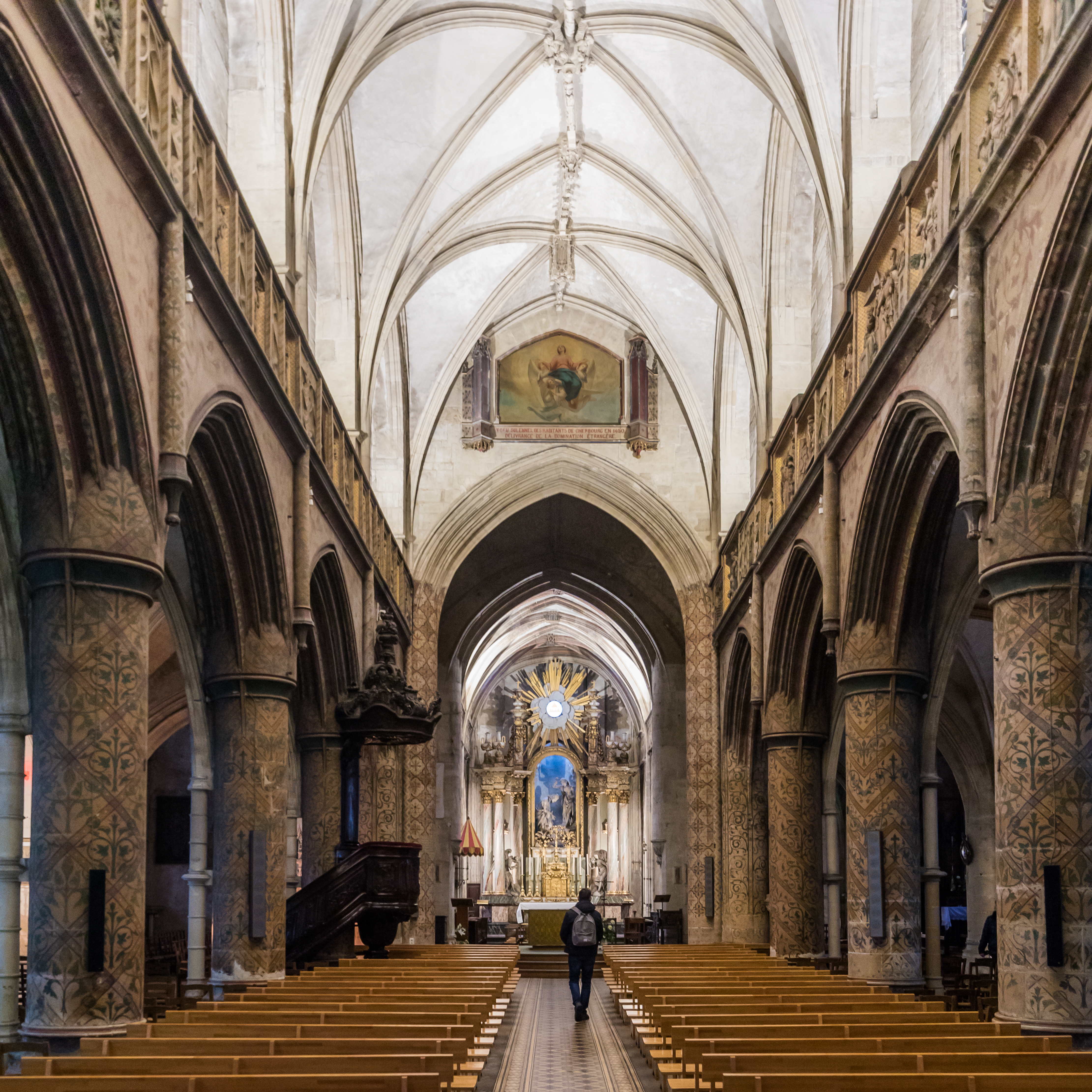
Innenraum

Um 431 wurde ausgehend vom Bischof von Coutances, dem heiligen Ereptiolus, eine erste Kirche in Cherbourg errichtet. Diese wurde im Jahr 841 bei den normannischen Invasionen zerstört.
Im 11. Jahrhundert ordnete Wilhelm der Eroberer den Bau einer neuen Kirche an, die wahrscheinlich auf den Ruinen der alten Kirche errichtet wurde, und übertrug sie als Patronat dem Bischof von Coutances. In einer päpstlichen Bulle von Papst Eugen III. aus dem Jahr 1145 wird die Weihe an die Dreifaltigkeit erwähnt. Sie blieb bis zur Julimonarchie die einzige Pfarrkirche in Cherbourg. Das Schloss Cherbourg hatte jedoch bis zu seiner Zerstörung im 17. Jahrhundert eine eigene Kirche, die Notre-Dame gewidmet war.
Die Kirche befand sich innerhalb der im 14. Jahrhundert errichteten Stadtmauern, wurde jedoch insbesondere während des Hundertjährigen Krieges mehrfach zerstört.
Im 15. Jahrhundert wurde auf den Überreste der romanischen Vorgängerkirche eine neue im gotischen Stil anstelle der älteren errichtet. Die Bauarbeiten begannen 1412, wurden aber wegen der Belagerung der Stadt 1418 unterbrochen und erst 1423, unter englischer Herrschaft, wieder aufgenommen. Es erfolgte die Errichtung des Satteldachglockenturm am Kreuzgang des Querschiffs und des Chors mit seinen Fenstern im Tudorstil. Der Stein, der für die Verlegung des Chors verwendet wurde, stammt aus Caen. Die letzten Arbeiten wurden nach der Rückgabe der Stadt an Frankreich im August 1450 wieder aufgenommen und mit der Weihe am 24. Mai 1466 abgeschlossen.
Dort wurde ein Denkmal für die Himmelfahrt der Jungfrau Maria errichtet, das von dem wohlhabenden Bürger Jean Aubert gestiftet wurde: 1466 wurden die Figuren, die die Szene darstellen, am Gewölbe des Kirchenschiffs befestigt und durch ein mechanisches System etwa drei Jahrhunderte lang an jedem 15. August bewegt, unter der Aufsicht der Bruderschaft "Notre-Dame Montée". Die Bruderschaft setzte sich aus den Stadtherren, den regulären Äbten von Voeu und den Adligen der Region zusammen und zählte 1200 Mitglieder.
Im Jahr 1473 wurde Pierre Turpin, Bischof von Évreux, der während eines Besuchs in Cherbourg starb, dort begraben. Im Jahr 1531 wurde mit dem Bau eines Glockenturms und eines flamboyant-gotischen Portals begonnen, das von den Gläubigen gesammelte Geld erhielt aber König Franz I. als Lösegeld für seine Kinder.
Die Kirche wurde nie vollständig fertig gestellt, und auch in späteren Jahrhunderten wurde immer wieder an ihr gearbeitet, und zwar in verschiedenen Stilen: ein Beispiel ist die Kapelle des Heiligen Sakraments. Im Jahr 1794 wurde die Kirche von den Revolutionären geplündert, die das Denkmal der Mariä Himmelfahrt zerstörten. Im 19. Jahrhundert restaurierte und konsolidierte der Stadtarchitekt Geufroy das Gebäude. Im Jahr 1828 wurde das zentrale Portal mit der romanischen Vorhalle aus dem 10. oder 12. Jahrhundert mit einem 26 m hohen, quadratischen Turm übergebaut, und der Bogen des Portals selbst wurde neu errichtet. Der Hochaltar stammt aus dem Jahr 1809.
Die Kirche wurde am 14. März 1944 in die Liste der Monuments historiques eingeschrieben. Im Dezember 1921 erhielt die Kirche durch Papst Benedikt XV. den Titel einer Basilica minor verliehen.

## Architektur und Ausstattung

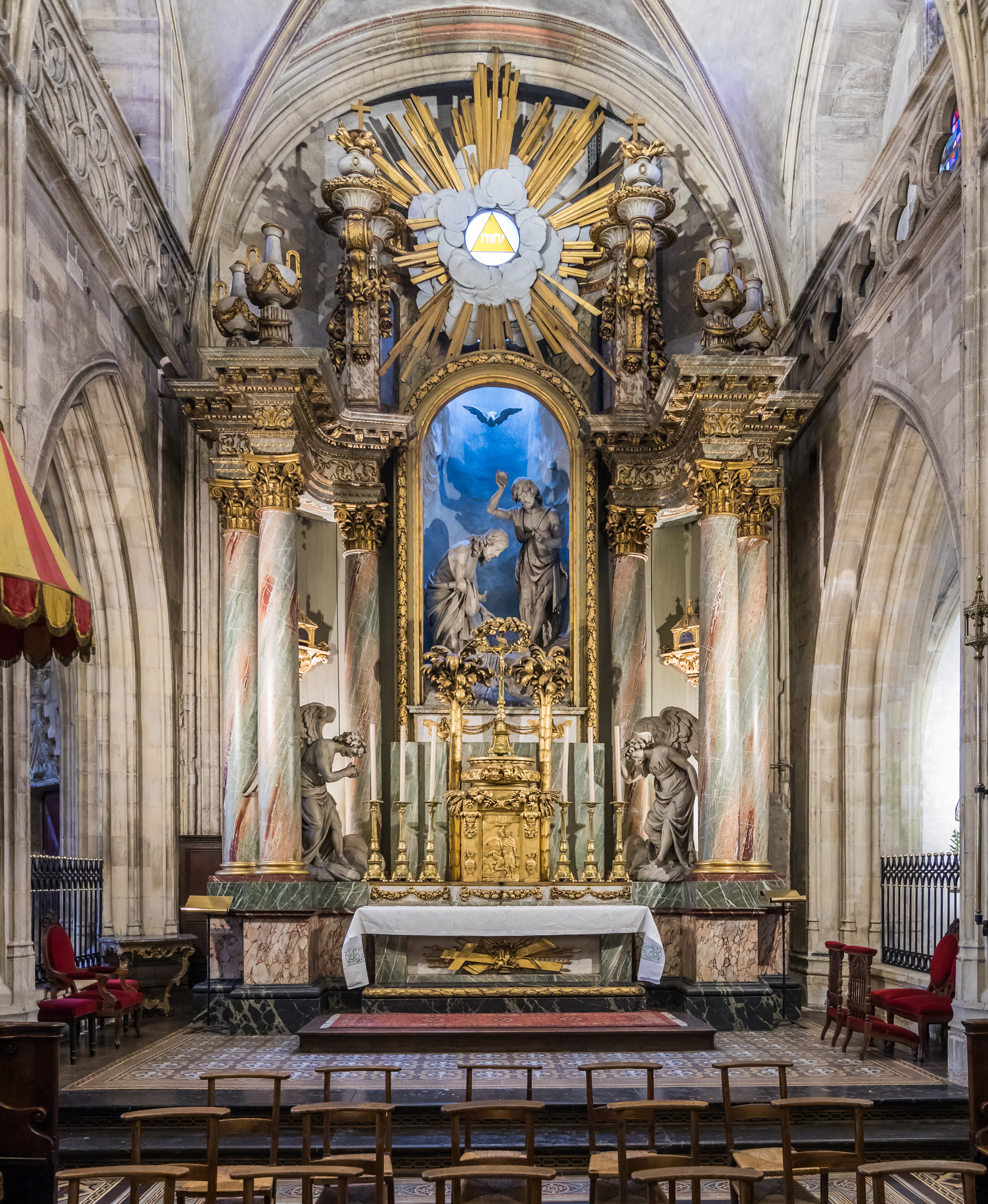
Hochaltar

Die dreischiffige Basilika ist 46 m lang und 28 m breit. Die Fassade wird von dem neugotischen Westturm aus dem 19. Jahrhundert dominiert. Die gotischen Bögen der fünf Joche des Kirchenschiffs mit Seitenschiffen ruhen auf runden Säulen ohne Kapitelle. Der reich verzierte Chor besteht aus drei Jochen mit Seitenschiffen. Bemerkenswert ist das Kopfende, das sich auf den letzten Rest der Stadtmauer stützt.
Der Innenraum läuft auf den klassizistischen Hauptaltar im hinteren Teil zu, wo ein kleines Fenster hinter der Darstellung von Gottvater die Skulpturengruppe der Taufe Christi von Armand Fréret beleuchtet. Die Kanzel aus dem Jahr 1769 und eine Marienstatue stammen ebenfalls von Armand Fréret, während die Statue der Heiligen Anna in der Kapelle der Quellen von seinem Sohn Louis Fréret geschaffen wurde.
Über den Bögen des Kirchenschiffs befinden sich über die gesamte Länge Flachreliefs mit Szenen aus dem Leben Christi vom Ende des 15. Jahrhunderts, die im 19. Jahrhundert restauriert wurden. Auf der Nordseite erinnert ein Totentanz an die Plünderungen und den Schwarzen Tod des vergangenen Jahrhunderts. Auf der Südseite sind Szenen aus der Passion Christi zu sehen. Die Kirche beherbergt auch ein Gemälde mit dem Besuch der heiligen Frauen am Grab Christi und der Aufnahme Jesu in das Grab, das Philippe de Champaigne zugeschrieben wird.
Die Basilika besitzt zwei Orgeln. Die Hauptorgel befindet sich auf der Chorempore in der Gegenfassade und ist von einem reich verzierten Gehäuse im neugotischen Stil umgeben. Sie wurde 1902 von Charles Mutin gebaut und 1960 von Beuchet-Debièrre und 1981 von Harmann erweitert. Mit vollmechanischer Übertragung verfügt sie über 40 Register; ihr Spieltisch hat vier Manuale (von denen die zweite keine eigenen Register hat und mit den drei anderen verbunden ist) und eine Pedaleinheit. Im linken Seitenschiff, in der Nähe des Chors, steht eine zweite Pfeifenorgel von Charles Spackman Barker aus dem Jahr 1864 mit einem neugotischen Holzgehäuse und 14 Registern.